# 朝鮮總督府農林局
朝鮮總督府農林局，為朝鮮總督府的內部部局，掌管朝鮮的農業發展事務，1932年7月27日設立，1943年12月1日改組為農商局。

## 沿革
1910年10月1日日韓合併，設立朝鮮總督府，設置農商工部。1912年4月1日，農商工部兩局改組為農林局與殖產局，農林局掌理農務課與山林課。1915年3月31日為精簡機構，農林局與殖產局一同撤銷，各科事務由農商工部直接管轄。
1919年8月20日官制改正，裁撤農商工部，並無恢復農林局。農政與林政由殖產局、土地改良部與山林部分掌。1932年7月27日重新設置農林局，局內設農務課、土地改良課、水利課、林政課與林業課等5課。後為因應宇垣一成總督提倡的農村振興運動，增設農村振興課。中日戰爭爆發後殖產局增設畜產課、糧政課與食糧調査課。
1943年12月1日，農林局、殖產局與專賣局一起撤銷，同時新設農商局與礦工局，並直至終戰。

## 職官列表
1943年（昭和18年）12月1日有：
- 農林局
  - 農政課
  - 畜產課
  - 農產課
  - 糧政課
  - 食糧調査課
  - 土地改良課
  - 林政課
  - 林業課
  - 農業土木技術員養成所

相關的總督府所屬官署有營林署、農事試驗場、林業試驗場、穀物檢査所、種馬牧場、種羊場、種牡羊育成所、獸疫血清製造所等。

### 歷任首長

#### 農林局長
| 任次 | 肖像 | 姓名 (生–卒)           | 在任時間       | 在任時間       | 備註 |
| ---- | ---- | ---------------------- | -------------- | -------------- | ---- |
| 1    |      | 渡邊忍 (1883–1955)     | 1932年7月27日  | 1935年2月20日  |      |
| 2    |      | 矢島杉造 (1889–1948)   | 1935年2月20日  | 1937年7月3日   |      |
| 3    |      | 湯村辰二郎 (1892–1974) | 1937年7月3日   | 1941年11月19日 |      |
| 4    |      | 山澤和三郎 (1895–)     | 1941年11月19日 | 1942年10月23日 |      |
| 5    |      | 鹽田正洪 (1899–)       | 1942年10月23日 | 1943年12月1日  |      |

#### 附註
1. ↑  原殖產局（日语：朝鮮総督府殖産局）長。
2. ↑  原全羅南道知事。
3. ↑  原京畿道知事。
4. ↑  原慶尚南道知事。
5. ↑  原企畫部長。
6. ↑  改任農商局長。

#### 農商局長
| 任次 | 肖像 | 姓名 (生–卒)       | 在任時間      | 在任時間      | 備註 |
| ---- | ---- | ------------------ | ------------- | ------------- | ---- |
| 1    |      | 鹽田正洪 (1899–)   | 1943年12月1日 | 1944年8月17日 |      |
| 2    |      | 白石光治郎 (1897–) | 1944年8月17日 | 1945年8月16日 |      |

#### 附註
1. ↑  原農林局長。
2. ↑  改任礦工局長。
3. ↑  原遞信局長。